# Arlanda Expressz

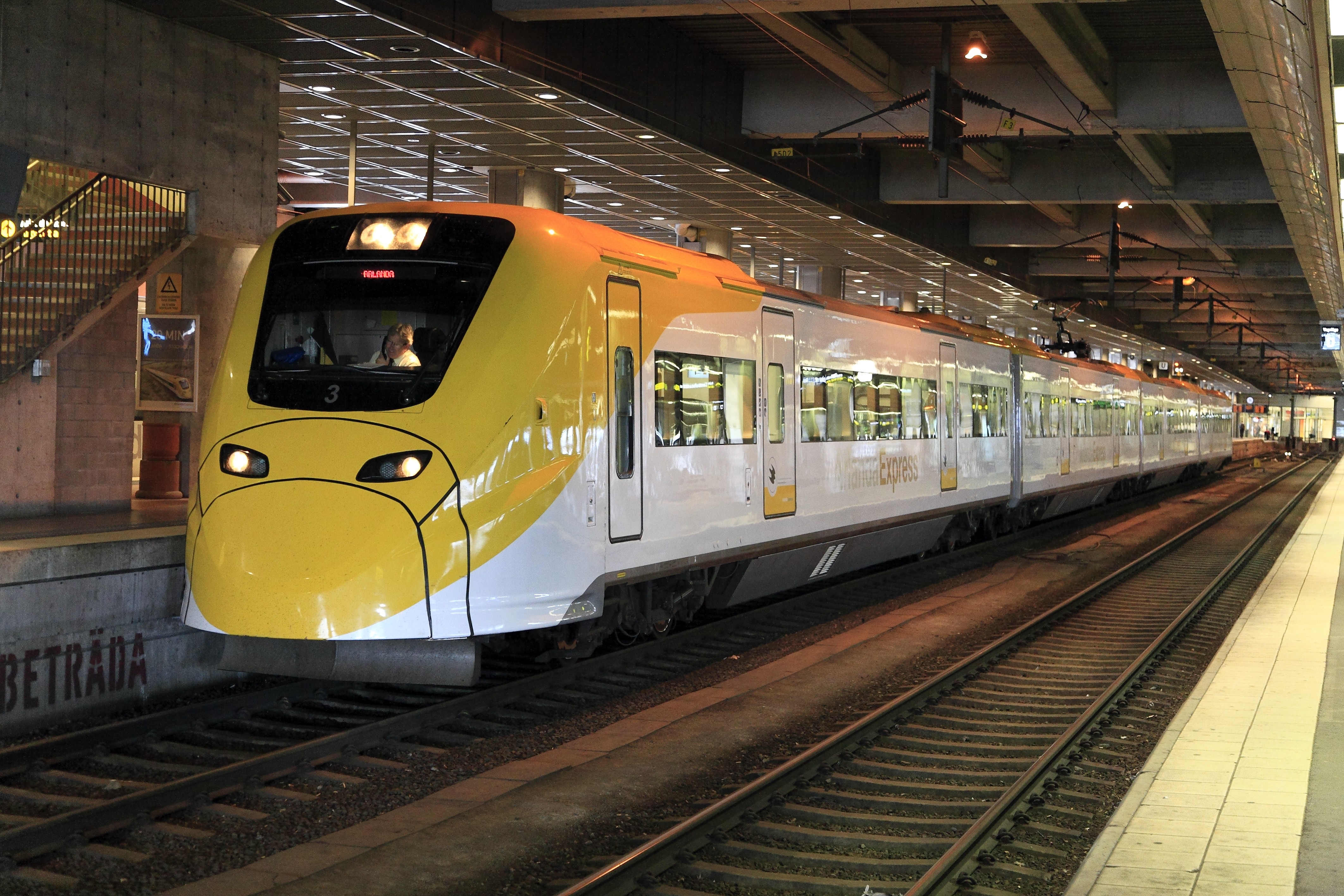
Az Arlanda-expressz X3 motorvonata

Az Arlanda Express egy repülőtéri vasút, mely összeköti Stockholm városközpontját a Stockholm-Arlanda repülőtérrel.
A vasúti járat 1999-ben indult meg, és azóta folyamatosan nő a kihasználtsága. 2010-ben a Stockholm központjában található főpályaudvar és a nemzetközi repülőtér közötti forgalom harmadát a vasút bonyolítja le. Működésének első tíz éve során a Arlanda Expressnél végrehajtott széles körű fejlesztések tükrözik a nagy igényt a gyors, megbízható és sűrűn közlekedő vasúti közlekedés iránt Stockholm belvárosa és az Arlanda nemzetközi repülőtér között. 2010-ben a hét X3 nagysebességű vonatból álló járműflotta 2,9 millió utast szállított el, vagyis az utasszám nem csökkent a világgazdasági válság ellenére sem.

## Járművek
Az Arlanda Express 2010-ben 13,8 millió dollár értékben megkezdte a vonatállomány felújítását. Az átfogó program – melyet a jövő vonatának neveztek el – magában foglalta a kocsibelsők teljes újra tervezését, új üléseket, világítást, WC-t stb. A munkálatokat az Euro-Maint Rail végezte, malmői telepén. Az első felújított vonat 2010 júniusban állt üzembe, és 2011 januárig további három, majd a következő hat hónapban ismét három. A felújított vonatokkal kapcsolatos reakciók teljesen pozitívak voltak, s ezt a világ minden tájáról érkező utasok internetes bejegyzései bizonyítják. Számos külföldi utas csinált fényképeket a vonatbelsőről, és ez bizonyítja, hogy az új belső elrendezés, annak tisztasága valóban megfogta az közönség fantáziáját. Fejlesztették az utaskiszolgálást is: 22 db új jegyautomatát telepítettek, növelték a használható nyelvek választékát. A biztosan 20 perces menetidő alapvetően hozzájárul az Arlanda Express sikeréhez, de remélhető, hogy az utasoknak egyre fontosabb szempont, amikor az eljutás közlekedési eszközét kiválasztja, az a tény, hogy a vasúti üzem környezetbarát.